# Celebración de gol
En deporte, una celebración de gol es la práctica de celebrar la anotación de un gol. La celebración la realiza normalmente el autor del gol, aunque también pueden participar sus compañeros, el entrenador, el cuerpo técnico o incluso la hinchada del equipo. Estas celebraciones son generalmente más importantes en deportes donde anotar un tanto es un hecho trascendental, como el fútbol o el hockey sobre hielo, donde la puntuación tiene mayor importancia.
Muchas celebraciones de gol han quedado inmortalizadas, tanto en forma de estatuas (Thierry Henry o Bobby Orr), anuncios de publicidad (Cristiano Ronaldo), sellos postales (Pelé), portadas de revistas o en videojuegos: Cristiano Ronaldo, Gareth Bale o Lionel Messi, entre muchos otros, aparecen en la saga de FIFA, por ejemplo.

## Celebración

### Canción de gol

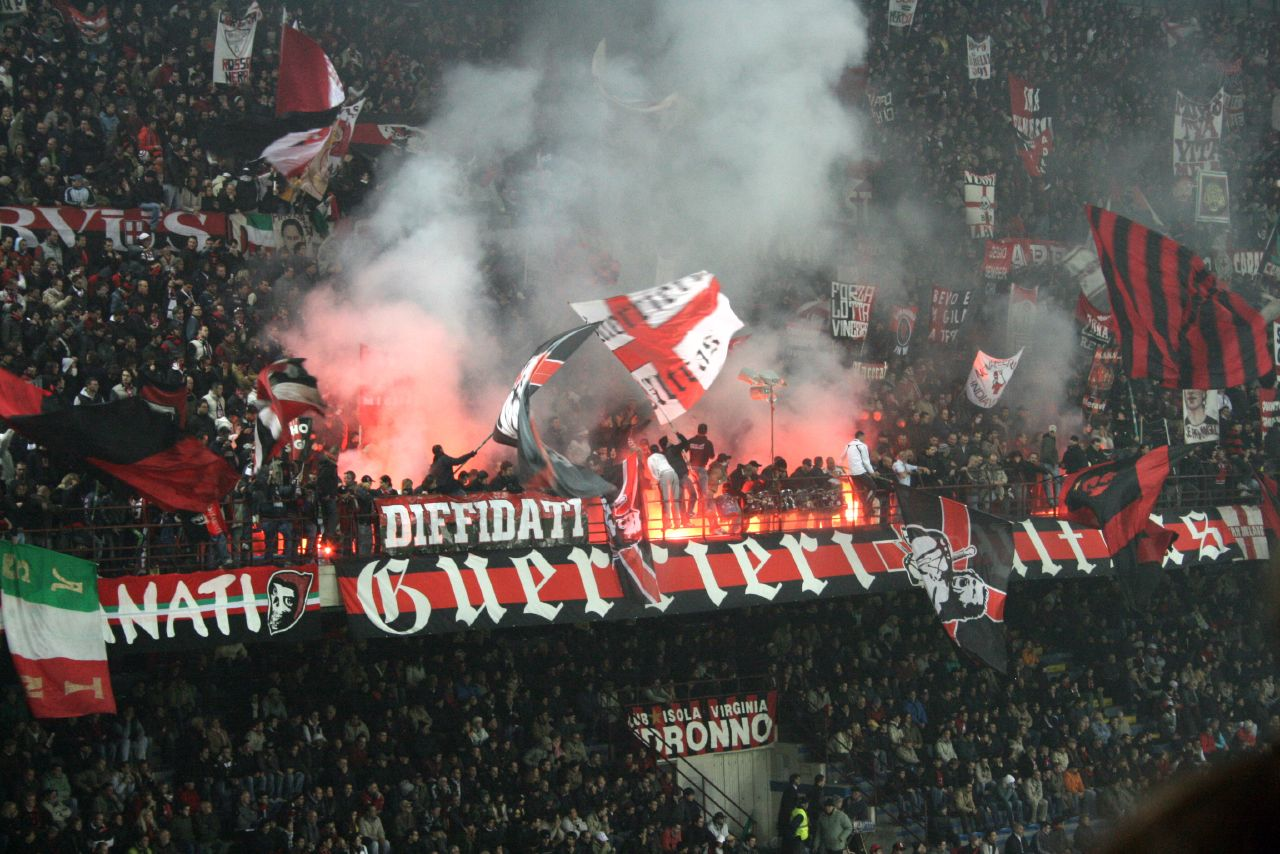
Aficionados del AC Milan festejando un gol mientras corean la canción «Jump» de Van Halen.

Una canción de gol o música de celebración de gol es una breve pieza musical que se reproduce en deportes como el fútbol o el hockey sobre hielo, después de marcar un gol. A veces suena una bocina de gol antes de que se reproduzca la canción, especialmente en la Liga Nacional de Hockey (NHL).
En el fútbol, algunas de las canciones asociadas a un determinado equipo es «Jump» de la banda estadounidense Van Halen, coreada por los aficionados del A. C. Milan cada vez que un futbolista del club marca un gol en San Siro. «Song 2» de Blur es utilizada por algunas clubes alemanes y austríacos.  El Donbass Arena, sede del club de fútbol ucraniano Shajtar Donetsk, tiene la tradición de reproducir música cada vez que los jugadores locales marcan goles, con una pista correspondiente a la nacionalidad del goleador. Por ejemplo, la «Danza del sable» del armenio Aram Jachaturián era reproducida cada vez que su compatriota Henrij Mjitarián anotaba.
En el hockey sobre hielo, el uso de canciones también es muy común. Antes de 2012, un gol de los Canadiens de Montréal en casa durante la NHL era festejado con la canción «Vertigo» de U2. Los New York Rangers interpretan la canción «Slapshot», escrita por Ray Castoldi, director musical del Madison Square Garden. Los Chicago Blackhawks suelen tocar «Chelsea Dagger» de The Fratellis después de cada gol en casa.

### Celebraciones populares

Ejemplos de celebraciones
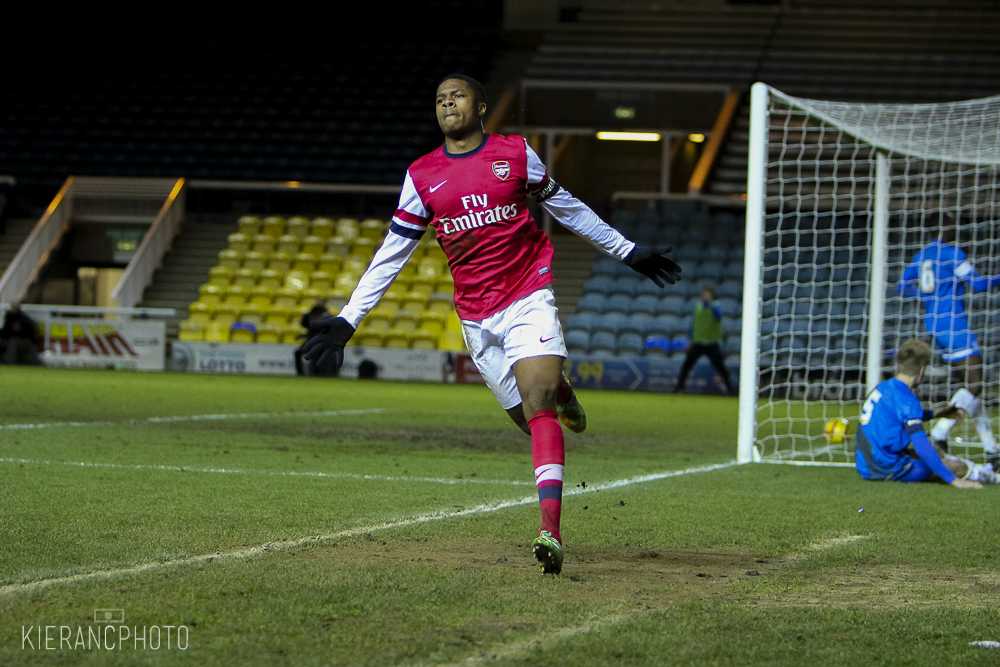
El jugador británico Chuba Akpom celebra el gol corriendo hacia el córner con el Arsenal F. C.
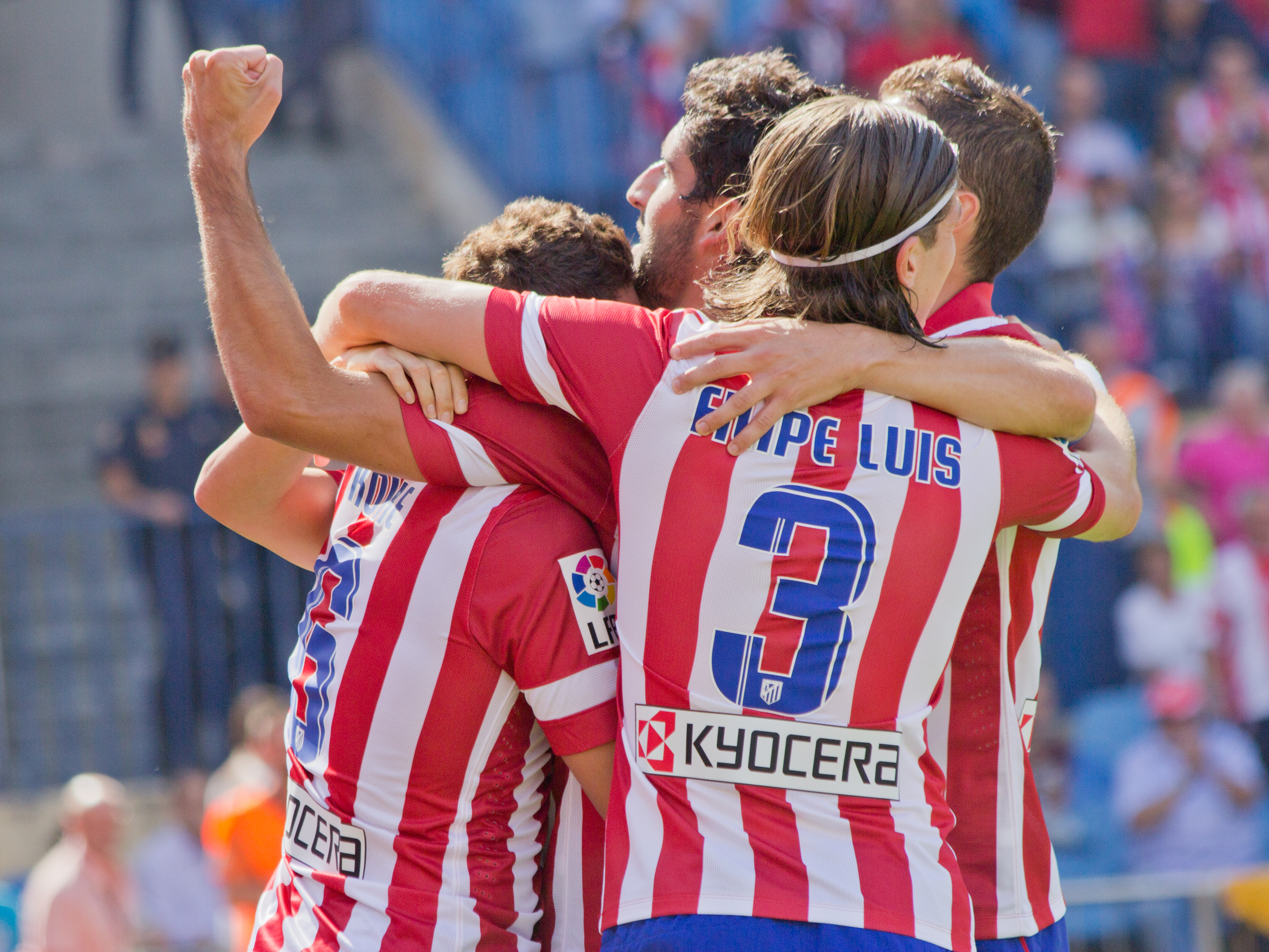
Los futbolistas del Atlético de Madrid festejan un gol abrazándose.
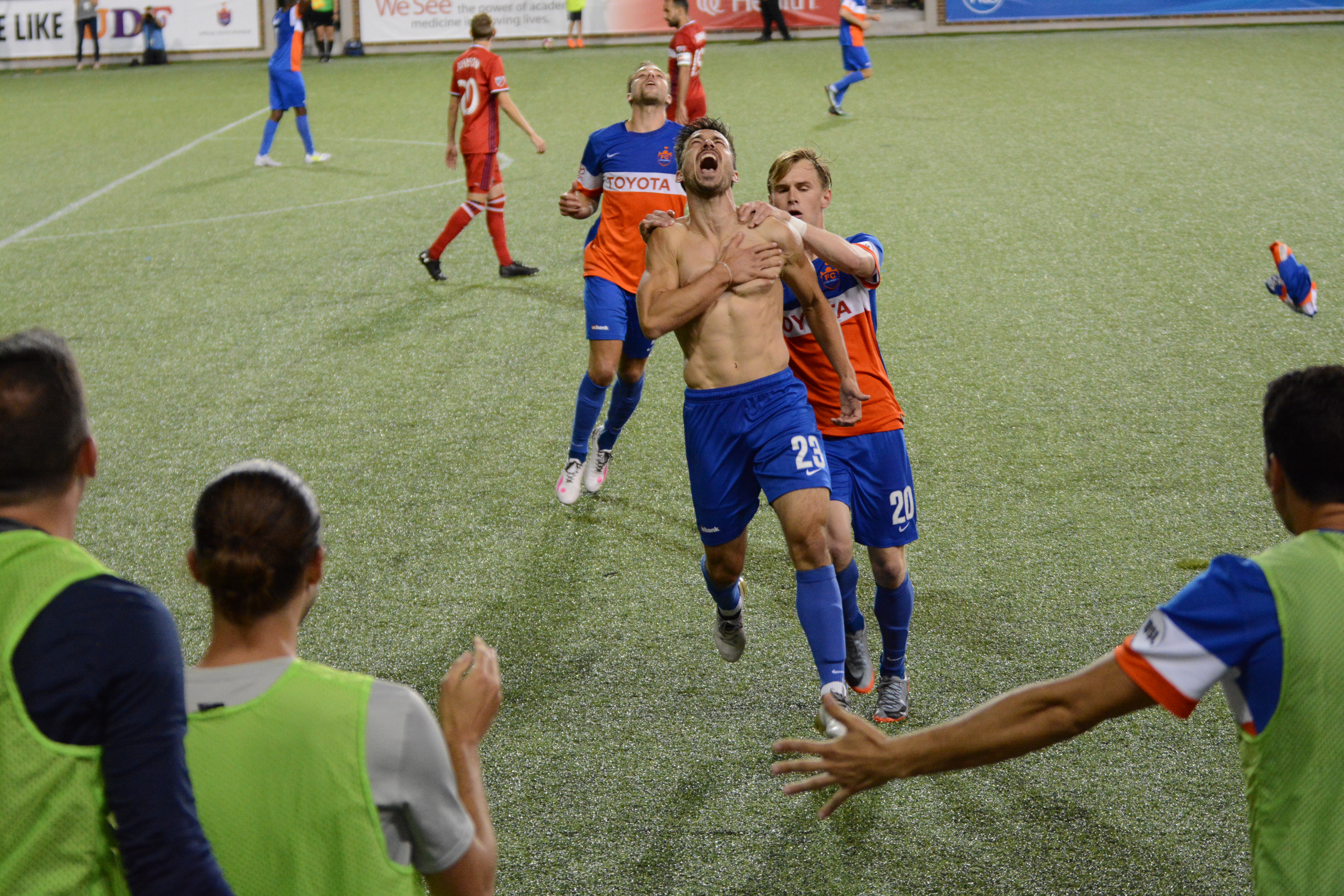
El estadounidense Andrew Wiedeman celebra un gol quitándose la camiseta.
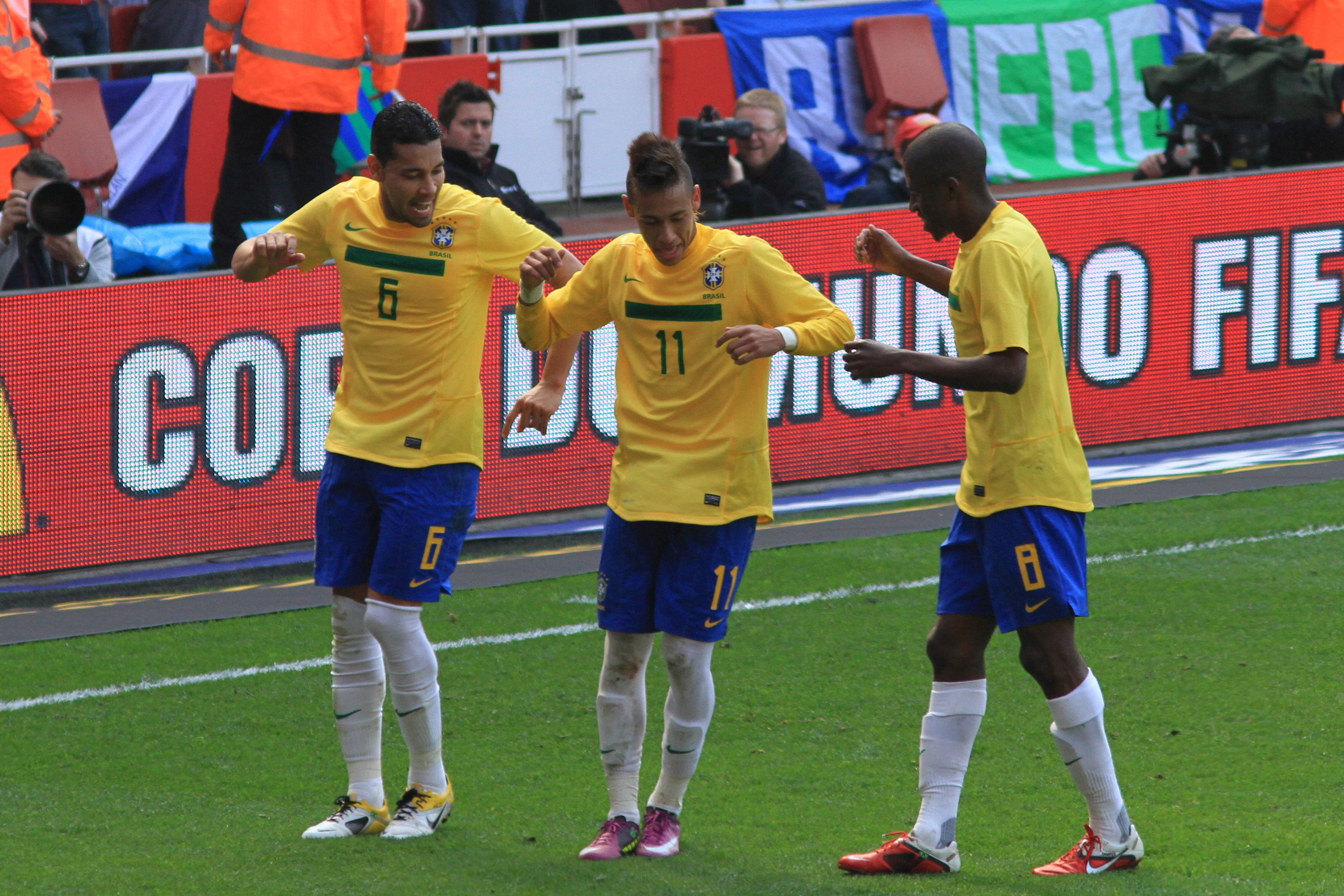
André Santos, Neymar y Ramires celebran con un baile un gol con la selección brasileña en 2011.
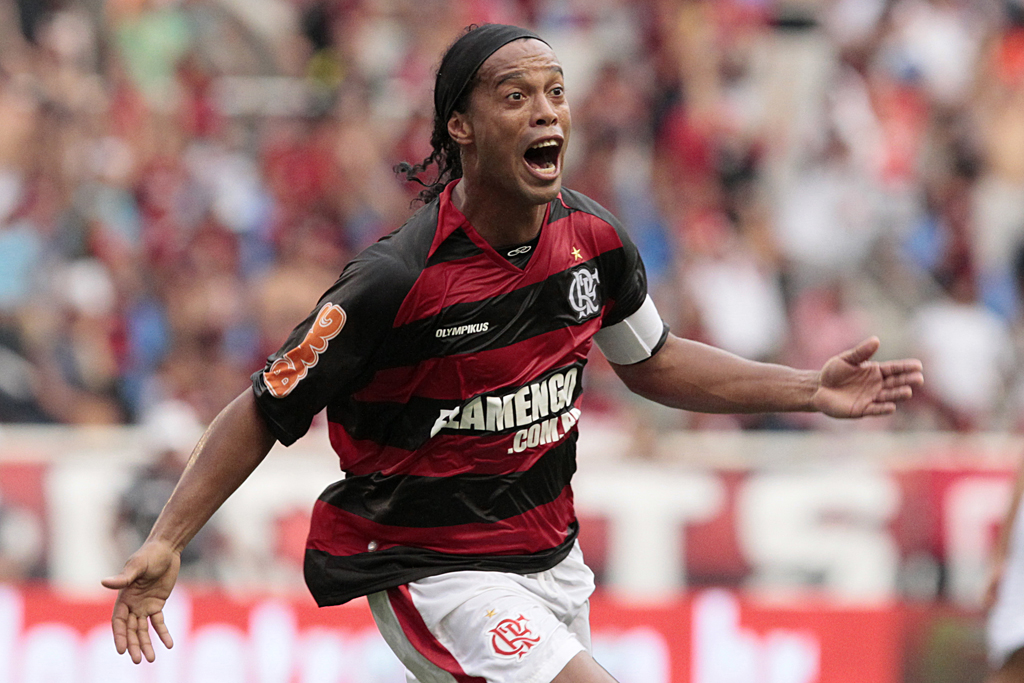
Ronaldinho celebra un gol con el Flamengo moviendo ambos brazos.
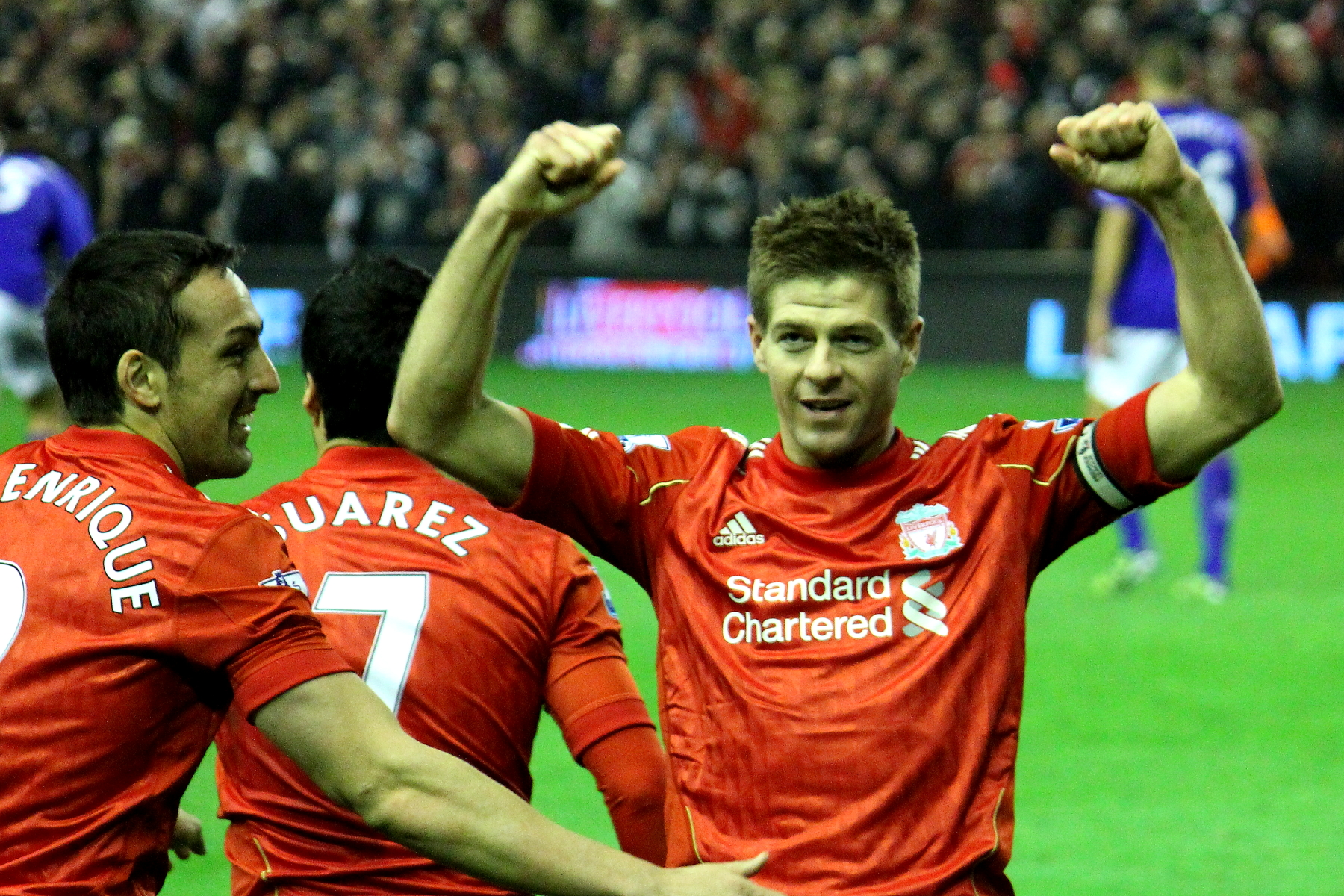
Steven Gerrard, capitán del Liverpool F. C., festeja un tanto con los fans en Anfield.
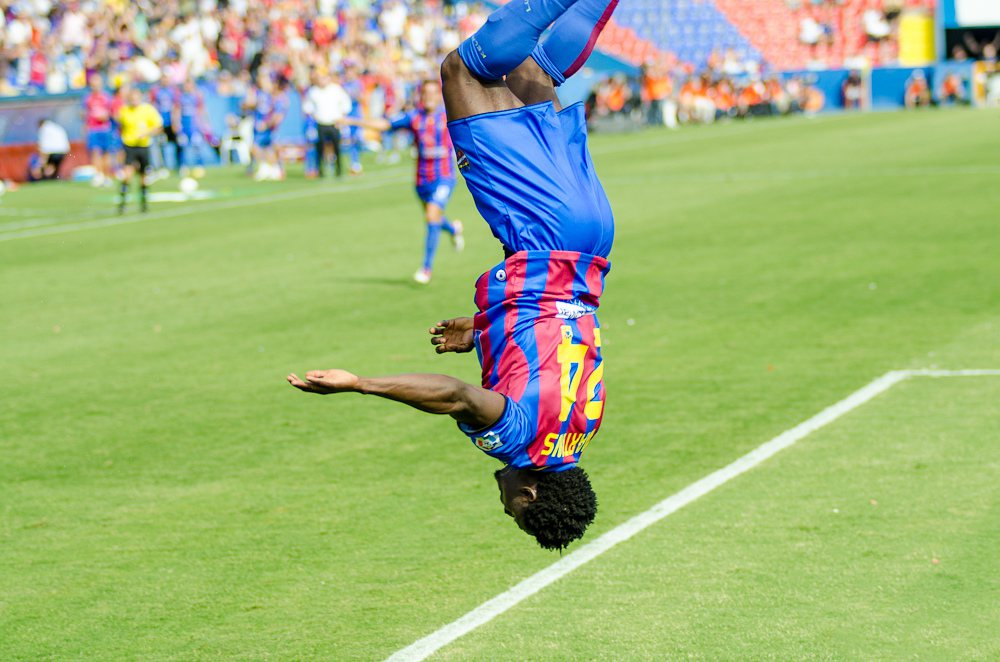
El delantero nigeriano Obafemi Martins celebra con un salto mortal un gol para el Levante U. D.
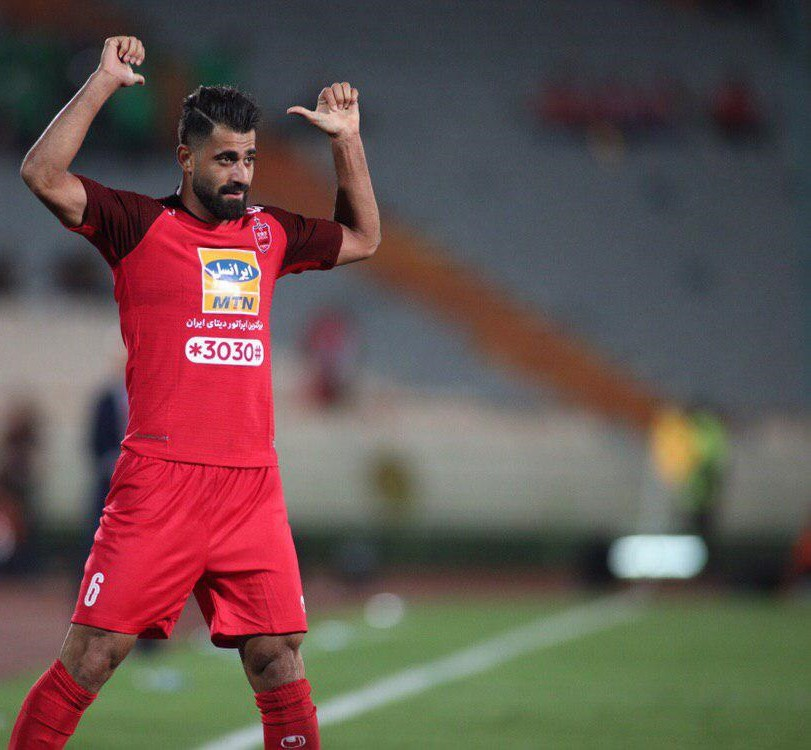
El futbolista iraní Hossein Kanaani celebra un gol señalando su nombre y dorsal en la espalda.
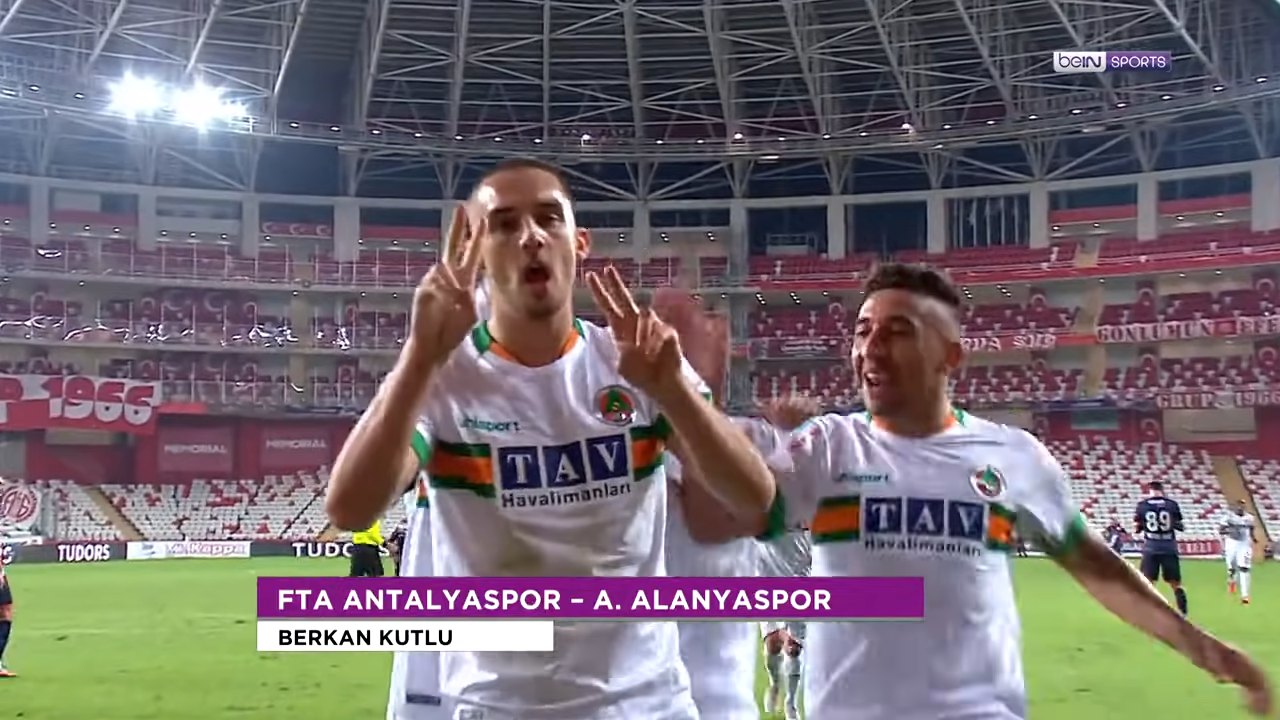
Berkan Kutlu celebra delante de la cámara el gol conseguido por el Alanyaspor en la Süper Lig turca.
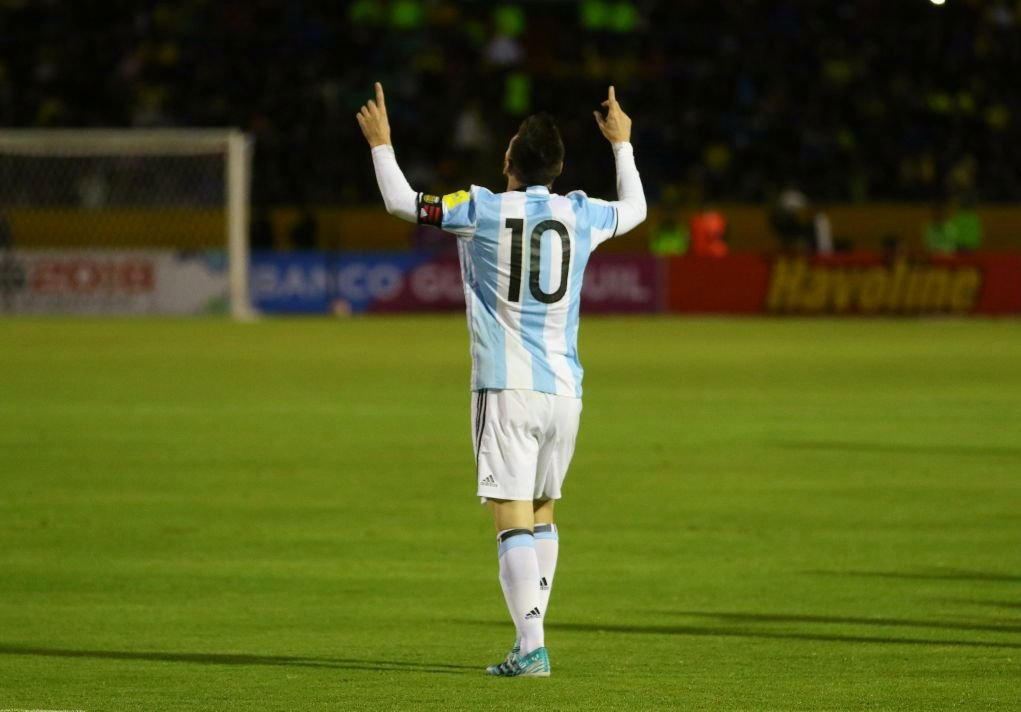
Después de santiguarse, Lionel Messi a menudo celebra un gol apuntando con un dedo en cada mano hacia el cielo, en dedicatoria a su difunta abuela.
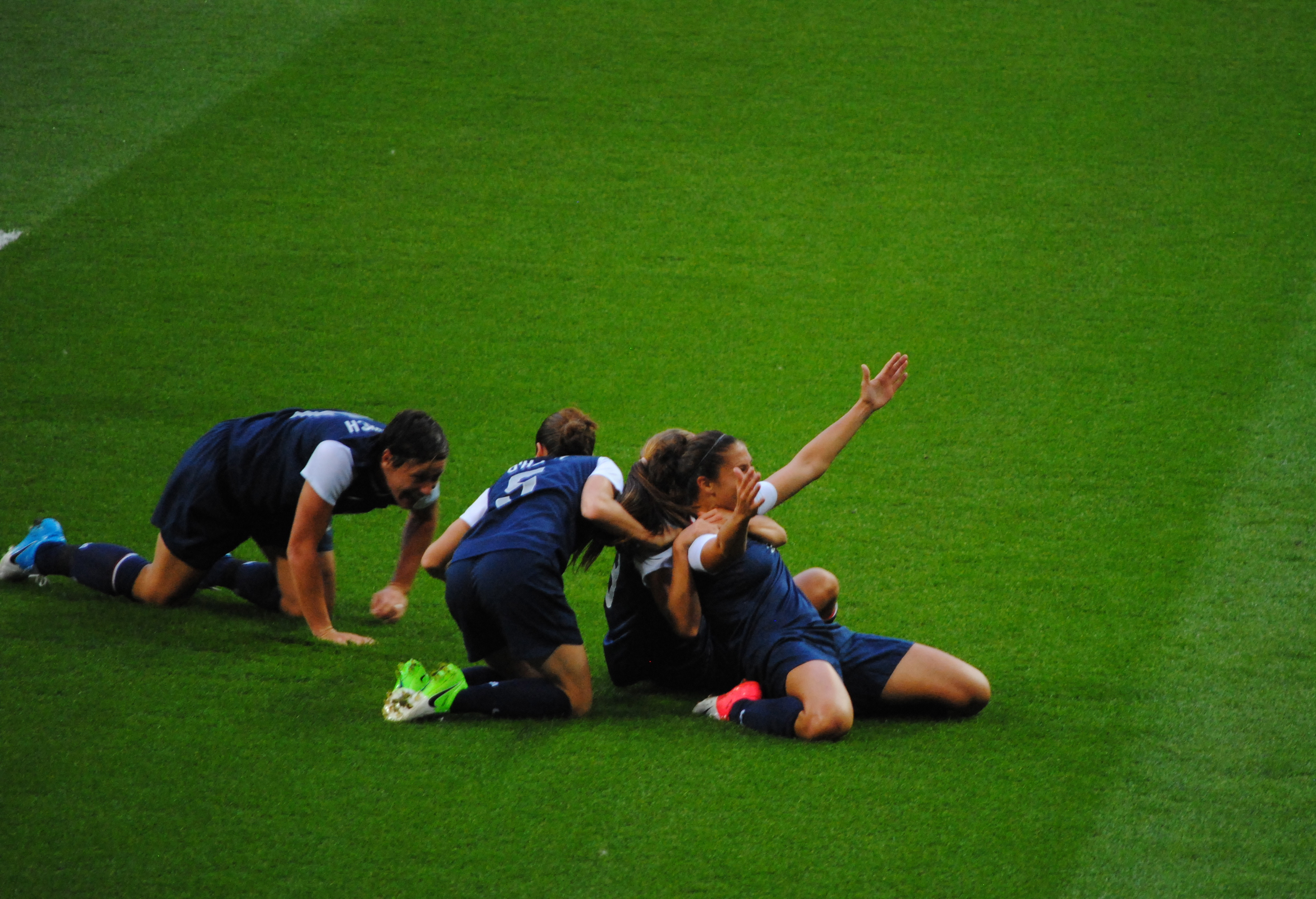
La jugadora Carli Lloyd celebra deslizándose junto a sus compañeras de la selección de Estados Unidos el gol contra Japón en la final de los Juegos Olímpicos de 2012.

## Castigos

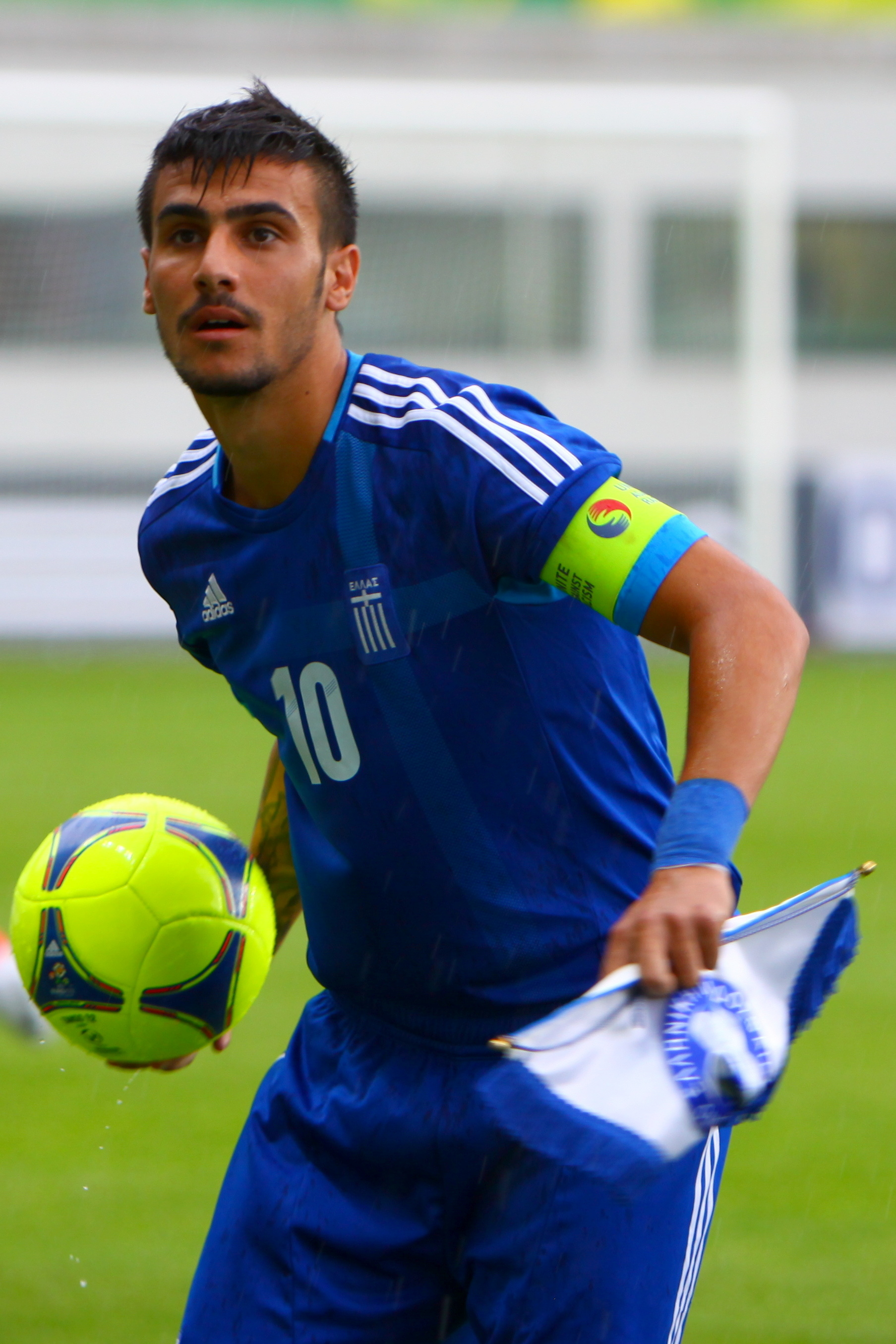
Giorgos Katidis fue multado con 50.000€ y se le denegó de por vida representar a después de celebrar un gol con un saludo nazi.

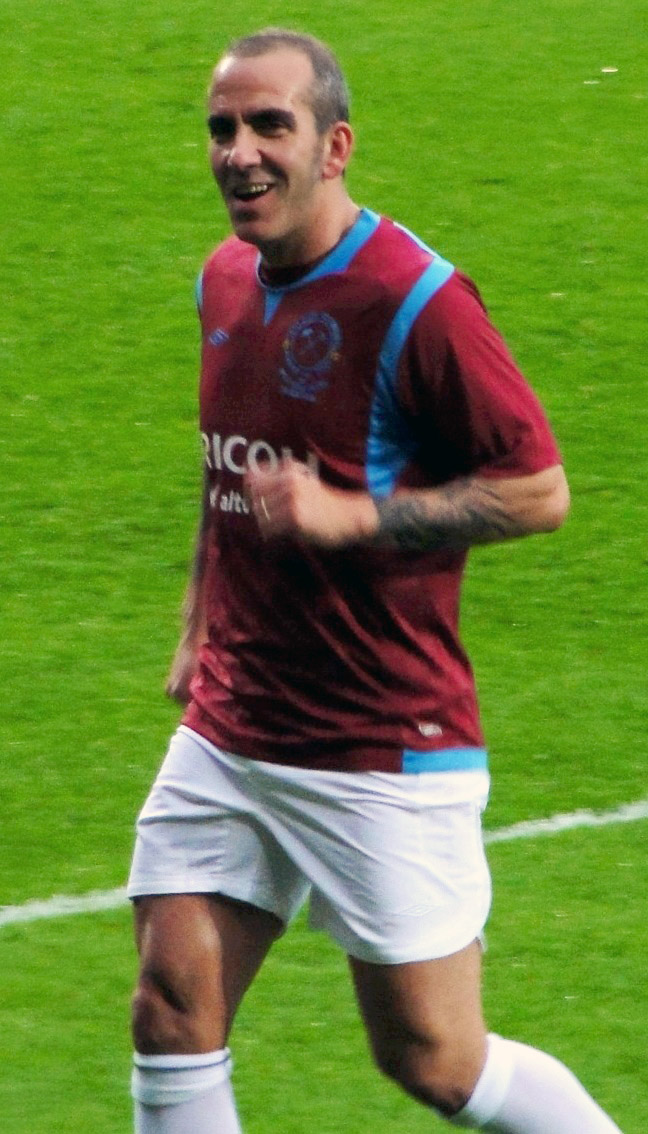
Paolo Di Canio fue suspendido y multado por celebrar un gol con un saludo fascista en el Lazio.

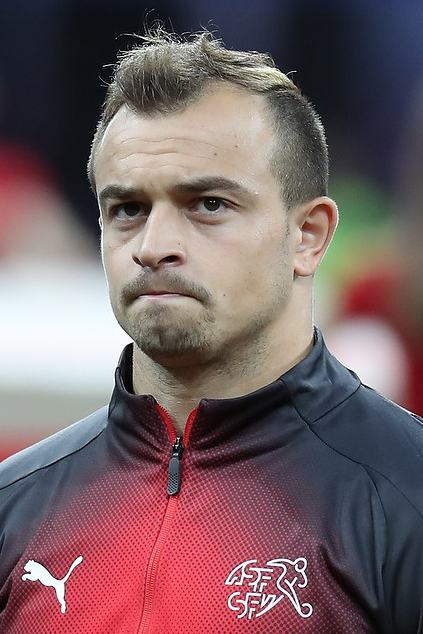
Xherdan Shaqiri celebró un gol en el Mundial de 2018 haciendo el gesto del águila contra los fans serbios.

Según las reglas del juego (Ley 12):
Por más que esté permitido que un jugador exprese su alegría cuando marca un gol, la celebración no deberá ser excesiva.
En las últimas temporadas, la FIFA ha intentado tomar medidas contra algunas de las celebraciones más "entusiastas". Si un jugador incita a la multitud y/o se quita la camiseta o se pone el balón debajo de la camiseta para indicar un embarazo después de marcar un gol, es probable que sea amonestado por el árbitro. Esto puede generar controversia especialmente si el futbolista ya ha sido amonestado con anterioridad, lo que supondría su expulsión del partido. Sin embargo, algunos jugadores eluden esta regla al poner la camiseta por encima de la cabeza, sin llegar a quitársela por completo. Algunos futbolistas han recibido multas por dejar caer sus pantalones cortos después de anotar.
Saltar entre la multitud también es una infracción que puede ser amonestada ("abandonar deliberadamente el terreno de juego sin el permiso del árbitro", como se identifica en la Regla 12).
Los jugadores también pueden ser amonestados por mostrar camisetas que contengan algún tipo de mensaje dirigido a los espectadores. Algunos ejemplos notables que se pueden citar es la multa impuesta a Robbie Fowler por mostrar una camiseta diseñada para mostrar su apoyo a la huelga de los estibadores de Liverpool, añadiendo a las iniciales "CK" de Calvin Klein la palabra doCKer; y Thierry Henry, quien fue multado por la UEFA después de quitarse la camiseta del Arsenal para revelar una camiseta felicitando a la vocalista de la banda escocesa Texas, Sharleen Spiteri, que acababa de dar a luz. En 1999, Robbie Fowler fue nuevamente multado con 60.000 libras esterlinas por su club y la Premier League por haber celebrado su gol de penalti contra el Everton poniéndose a cuatro patas e imitando la inhalación de cocaína desde la línea de banda blanca. Aunque fue visto como la respuesta de Fowler a ser acusado de abuso de drogas en la prensa sensacionalista, el entonces entrenador Gérard Houllier afirmó que Fowler simplemente estaba imitando a "una vaca comiendo hierba".
En enero de 1998, el centrocampista de los Rangers, Paul Gascoigne, generó gran controversia durante una celebración de gol en la que simuló tocar una flauta (símbolo de los manifestantes Leales a la Orden de Orange) durante el Old Firm frente al Celtic en Celtic Park. El gesto enfureció a los fanáticos del Celtic, afirmando que se Gascoigne se estaba burlando de ellos, y el futbolista fue multado con 20.000 libras por los Rangers tras el incidente. También recibió una amenaza de muerte de un miembro del Ejército Republicano Irlandés (IRA) luego del incidente.
El delantero de Boca Juniors, Carlos Tévez, fue expulsado por imitar a una gallina cuando celebraba un gol contra su archirrival River Plate durante la Copa Libertadores 2004.
En 2005, durante su paso por la Lazio, Paolo Di Canio celebró un gol realizando un saludo fascista a los ultras de extrema derecha de la Biancocelesti, siendo posteriormente multado y suspendido. En marzo de 2013, el centrocampista del AEK Atenas Giorgos Katidis hizo un saludo nazi hacia la multitud después de anotar el gol de la victoria contra el Veria. Aunque más tarde dijo que no se dio cuenta del significado del gesto, Katidis fue multado con 50.000 euros, se le prohibió jugar con el AEK en lo que quedaba de temporada y se le prohibió de por vida representar a Grecia a nivel internacional.
El jugador de Ipswich Town, David Norris, recibió una multa después de hacer un gesto con las esposas al celebrar un gol contra Blackpool en noviembre de 2008, dedicando el gol a su excompañero de equipo Luke McCormick, quien fue encarcelado por conducción peligrosa. El centrocampista del Everton Tim Cahill recibió una multa similar por un gesto parecido en un partido el 2 de marzo de 2008.
En un partido de la Premier League de 2009 entre el Manchester City y el Arsenal, el delantero Citizen Emmanuel Adebayor recibió una tarjeta amarilla por correr a lo largo del campo para celebrar su gol frente a los fanáticos del Arsenal. Esta acción fue percibida como provocación debido a que Adebayor fichó por el Manchester City el verano anterior, procedente del Arsenal.
Nicolas Anelka, delantero del West Bromwich Albion, fue sancionado con cinco partidos y multado por celebrar un gol con el gesto de la quenelle en diciembre de 2013. Este gesto, relacionado con el antisemitismo, era desconocido para Anelka, quien más tarde fue absuelto.
En la Copa Mundial de Fútbol de 2018 celebrada en Rusia, Xherdan Shaqiri y el también goleador suizo Granit Xhaka, quien también es de ascendencia kosovar, celebraron sus goles haciendo un gesto de águila bicéfala, un símbolo de la etnia albanesa, hacia los aficionados serbios. La FIFA sanciona con 10.000 francos suizos a Xhaka y Shaqiri "por conducta antideportiva contraria a los principios del juego limpio".

## No celebrar un gol
Negarse a celebrar un gol o realizar una celebración en silencio no es algo desconocido ni poco frecuente en el fútbol. En el caso del primero, a menudo se ve cuando un jugador marca contra un club anterior, especialmente uno donde el futbolista comenzó su carrera y/o tuvo su mayor período de éxito, o donde se hizo famoso por primera vez. Sin embargo, se trata de una tendencia bastante reciente, pues hay varios registros anteriores a la década de los 2000 donde los jugadores celebraban un gol frente a su equipo anterior, una práctica que a partir del nuevo siglo comenzó a considerarse una falta de respeto. Por el contrario, no celebrar un gol con tu equipo actual es considerado algo poco habitual; suele ocurrir cuando el futbolista anota a partir de un rebote fortuito o una equivocación por parte del rival. Los guardametas que marcan un gol mediante un tiro largo desde su propio campo tampoco suelen celebrar el tanto, como muestra de respeto al arquero contrario.
Una celebración en silencio ocurre generalmente cuando se marca un gol de consolación en un partido que ya está perdido por un marcador abultado o porque los jugadores aspiran a remontar el resultado antes de que finalice el tiempo reglamentario. En estos casos, la celebración se omite por completo, pues el equipo quiere que el partido se reanude lo antes posible, muchas veces recogiendo el balón de las redes de la portería para llevarlo a medio campo y proseguir antes de que el árbitro pite el final del encuentro. También puede ocurrir cuando un equipo ha anotado muchos goles contra un rival al que superan claramente; las celebraciones de los posteriores goles pueden ser reducidas o inexistentes, en señal de respeto.
Muchos de los goles del centrocampista del Southampton Matthew Le Tissier no fueron celebrados, a pesar de que marcó varios tantos espectaculares o técnicamente difíciles a lo largo de su carrera; un ejemplo notable fue la ausencia de celebración después de anotar un gol desde los 27 metros de distancia contra el Blackburn Rovers en la temporada 1994–95, que más tarde fue votado como Gol de la temporada. Desde entonces, Le Tissier ha declarado que no celebró por respeto a su excompañero de equipo y amigo Tim Flowers, portero del Blackburn.
En hockey sobre hielo, se considera una señal de respeto no celebrar un gol después de anotar frente a una postería vacía donde no está presente el guardameta, debido a la vulnerabilidad del equipo contrario y la falta de obstáculo.

## Lesiones
Si bien es inusual y un tanto irónico, algunos jugadores de fútbol se han lesionado durante la celebración de un gol: entre los futbolistas que se han lesionado, se puede citar a Paulo Diogo (quien se cortó un dedo después de que quedara atrapado en una valla), Thierry Henry, Zlatan Ibrahimović, Fabián Espíndola (quien celebró un gol que luego fue anulado por fuera de juego) y Michy Batshuayi. Un futbolista indio, Peter Biaksangzuala, murió a causa de una lesión en la columna en 2014, después de equivocarse al realizar un salto mortal.

Nicolai Müller se lesionó una vez mientras celebraba un gol contra el F. C. Augsburgo cuando giró repetidamente en un estilo de "helicóptero" que hasta ese momento había sido su celebración característica. El examen médico confirmó que el delantero se había roto el ligamento cruzado anterior de la rodilla derecha. Estuvo diez meses fuera de los terrenos de juego y, luego de que su equipo descendiera, dejó el club.